# Ghiz Korpi
Ghiz Korpi – wieś w Iranie, w ostanie Azerbejdżan Zachodni, w szahrestanie Szahin Deż. W 2006 roku liczyła 643 mieszkańców.